# عملية الذراع الطويلة
عملية الذراع الطويلة كانت أول حملة قمع لاستغلال الأطفال في المواد الإباحية على الإنترنت تم تسجيلها في الولايات المتحدة، وشاركت فيها دائرة الجمارك بالولايات المتحدة جنبًا إلى جنب مع تطبيق القانون الدنماركي. وأسفر ذلك عن 34 حالة اعتقال وإدانة في الولايات المتحدة واثنين في أستراليا.

## ملخص
في أوائل عام 1992 أدى بلاغ من إلقاء القبض في ميامي على فرد يحاول شراء شريط فيديو إباحي للأطفال من شرطة متخفية، إلى اكتشاف نظام لوحة إعلانات مقره في الدنمارك يسمى بامسي. تعمل الشبكة بدفع 80 دولارًا سنويًا كرسوم دفع أو توفير صور إباحية للأطفال في المقابل. بلغ عدد المستخدمين النشطين في وقت الإغلاق 900 مستخدمًا تتراوح من دول مثل الولايات المتحدة والدنمارك وأستراليا.